# Moderne vijfkamp op de Olympische Zomerspelen 2008 (kwalificatie)
Deze pagina beschrijft de kwalificatie voor het moderne vijfkamp op de Olympische Zomerspelen 2008.

## Aantal deelnemers
Voor het eerst zullen 36 mannen en 36 vrouwen strijden om de titels. Vier jaar geleden was het deelnemersveld nog beperkt tot 32 mannen en 32 vrouwen. Elk land mag maximaal twee mannen en twee vrouwen afvaardigen.

## Kwalificatie voor de Spelen
Een NOC mag maximaal twee atleten per evenement afvaardigen. Op diverse toernooien konden sporters startplaatsen winnen. Wanneer meer dan twee sporters uit een land voldeden aan de criteria, bepaalde het land welke twee sporters naar de Spelen gaan.

## Gekwalificeerde atleten (mannen)
| Evenement                             | Datum           | Locatie        | Plaatsen | Atleet |
| ------------------------------------- | --------------- | -------------- | -------- | --- |
| Afrikaanse kampioenschappen 2007      | 22-25 februari  | Caïro          | 1        | EGY Amro El Geziry |
| Aziatische kampioenschappen 2007      | 8-14 mei        | Tokio          | 5        | KOR Nam Dong-Hun KOR Lee Chun-Heon CHN Cao Zhongrong CHN Qian Zhenhua JPN Yoshihiro Murakami                                                                             |
| Oceanische kampioenschappen 2007      | 8-14 mei        | Tokio          | 1        | AUS Alex Parygin |
| Europese kampioenschappen 2007        | 6-13 juni       | Riga           | 8        | HUN Viktor Horváth POL Marcin Horbacz RUS Andrei Moiseev HUN Gábor Balogh RUS Ilia Frolov UKR Dmytro Kirpulyanskyy CZE David Svoboda BLR Dmitry Meliakh                  |
| Pan-Amerikaanse Spelen 2007           | 21-22 juli      | Rio de Janeiro | 4***     | USA Eli Bremer CUB Yaniel Velazquez CAN Joshua Riker-Fox CHI Christian Bustos                                                                                            |
| Wereldkampioenschap 2007              | 16-21 augustus  | Berlijn        | 3        | HUN Viktor Horváth* RUS Ilia Frolov* HUN Róbert Németh** |
| Wereldbekerfinale 2007                | 15-16 september | Peking         | 1        | LTU Edvinas Krungolcas |
| Wereldkampioenschap 2008              | 27 mei - 1 juni | Boedapest      | 3        | RUS Ilia Frolov* CZE David Svoboda* BLR Yahor Lapo |
| Wereldranglijst                       | 1 juni          | -              | 7        | FRA Jean Maxence Berrou LTU Andrejus Zadneprovskis GER Steffen Gebhardt GER Eric Walther ITA Nicola Benedetti CZE Libor Capalini LAT Deniss Čerkovskis                   |
| Gastland (CHN)                        | -               | -              | 1****    | - |
| Olympische tripartitecommissie        | -               | -              | 2****    | - |
| Herverdeling resterende plaatsen***** | -               | -              | 9        | MEX Oscar Soto POL Bartosz Majewski ESP Jaime Lopez UKR Pavlo Tymoshchenko GBR Samuel Weale USA Sam Sacksen ITA Andrea Valentini FRA John Zakrzewski GBR Nick Woodbridge |
| TOTAAL                                |                 |                | 36       | |

Noot: Atleten gemarkeerd met een asterisk (*) hebben zich al eerder gekwalificeerd, landen met twee asterisks (**) zitten al aan hun quotum van twee atleten. De vrije plaatsen kunnen niet meer ingevuld worden door de volgende atleten van de respectievelijke competitie, maar zullen worden ingevuld volgens de wereldranglijst aan het eind van de kwalificatieperiode
***Beste van NORCECA, beste van Zuid-Amerika, en de 2 volgende beste van Pan-Amerika.
****Niet ingevulde plaatsen
*****Als één of meer atleten zich kwalificeren door meer dan 1 criterium, zullen de overige plaatsen opgevuld worden volgens de wereldranglijst.

## Gekwalificeerde atleten (vrouwen)
| Evenement                             | Datum           | Locatie        | Plaatsen | Atleet |
| ------------------------------------- | --------------- | -------------- | -------- | --- |
| Afrikaanse kampioenschappen 2007      | 22-25 februari  | Caïro          | 1        | EGY Aya Medany |
| Aziatische kampioenschappen 2007      | 8-14 mei        | Tokio          | 5        | KAZ Lada Jienbalanova CHN Xiu Xiu CHN Chen Qian KAZ Yulia Kryssina KOR Yun Cho-Rong                                                                                   |
| Oceanische kampioenschappen 2007      | 8-14 mei        | Tokio          | 1        | AUS Angela Darby |
| Europese kampioenschappen 2007        | 6-13 juni       | Riga           | 8        | RUS Evdokia Gretchichnikova GBR Heather Fell ITA Sara Bertoli GER Lena Schoneborn HUN Zsuzsanna Vörös GBR Katy Livingston ITA Claudia Corsini POL Sylwia Czwojdzinska |
| Pan-Amerikaanse Spelen 2007           | 21-22 juli      | Rio de Janeiro | 4***     | BRA Yane Marques CAN Monica Pinette GUA Rita Sanz Agero MEX Marlene Sanchez                                                                                           |
| Wereldkampioenschap 2007              | 16-21 augustus  | Berlijn        | 3        | FRA Amélie Caze GER Lena Schoneborn* LTU Laura Asadauskaitė |
| Wereldbekerfinale 2007                | 15-16 september | Peking         | 1        | EGY Aya Medany* |
| Wereldkampioenschap 2008              | 27 mei - 1 juni | Boedapest      | 3        | FRA Amélie Caze* EGY Aya Medany* GBR Katie Livingston* |
| Wereldranglijst                       | 1 juni          | -              | 7        | BLR Anastasia Samusevich BLR Anna Arkhipenka POL Paulina Boenisz LAT Jeļena Rubļevska CZE Lucie Grolichova CAN Kara Grant USA Sheila Taormina                         |
| Gastland (CHN)                        | -               | -              | 1****    | - |
| Olympische tripartitecommissie        | -               | -              | 2****    | - |
| Herverdeling resterende plaatsen***** | -               | -              | 8        | UKR Victoria Teresjoek RUS Tatiana Mouratova HUN Leila Gyenesei USA Margaux Isaksen LTU Donata Rimsaite SUI Belinda Schreiber EGY Omnia Fakhry GER Eva Trautmann      |
| TOTAAL                                |                 |                | 36       | |

Noten: Zie boven bij de mannen.
Atletiek · 
Badminton · 
Basketbal · 
Boksen · 
Boogschieten · 
Gewichtheffen ·
Gymnastiek · 
Handbal · 
Hockey · 
Honkbal · 
Judo · 
Kanovaren · 
Moderne vijfkamp · 
Paardensport · 
Roeien ·
Schermen · 
Schietsport ·
Schoonspringen ·
Softbal ·
Synchroonzwemmen ·
Taekwondo ·
Tafeltennis ·
Tennis ·
Triatlon ·
Voetbal · 
Volleybal ·
Waterpolo ·
Wielersport · 
Worstelen ·
Zeilen ·
Zwemmen